# Quintus Turranius Suavis
Quintus Turranius Suavis war ein antiker römischer Toreut (Metallbildner), der im 1. Jahrhundert in Aquileia tätig war.
Quintus Turranius Suavis ist heute nur noch aufgrund von zwei Signaturstempeln auf Bronzeschöpfkellen bekannt. Mit Quintus Turranius Successus gibt es noch einen weiteren, durch eine Signatur bekannten römischen Toreuten, der während der späten römischen Kaiserzeit in Rom aktiv war. Möglicherweise handelte es sich bei den Turraniern um eine Gens, deren Angehörige über längere Zeit in der Metallverarbeitung tätig waren. Bei den Stücken handelt es sich um:
1. Bronzeschöpfkelle; gefunden in Amiens, Arrondissement Amiens, Département Somme, Region Hauts-de-France, Frankreich; heute im British Museum in London.[1]
2. Bronzeschöpfkelle; gefunden in Groblje pri Prekopi, Šentjernej (Sankt Bartlmä), Slowenien; heute im Narodnega muzeja Slovenije in Ljubljana.[2]

## Einzelbelege
1. ↑  Inventarnummer 245; Richard Petrovszky: Studien zu römischen Bronzegefäßen mit Meisterstempeln. Leidorf, Buch am Erlbach 1993, S. 310, Nr. T.09.01; CIL 13, 10027,201.
2. ↑  Inventarnummer R 1748; Richard Petrovszky: Studien zu römischen Bronzegefäßen mit Meisterstempeln. Leidorf, Buch am Erlbach 1993, S. 310, Nr. T.09.02; CIL 3, 12031,1.

| Personendaten    | Personendaten                              |
| ---------------- | ------------------------------------------ |
| NAME             | Turranius Suavis, Quintus                  |
| ALTERNATIVNAMEN  | Suavis, Quintus Turranius                  |
| KURZBESCHREIBUNG | antiker römischer Toreut                   |
| GEBURTSDATUM     | 1. Jahrhundert v. Chr. oder 1. Jahrhundert |
| STERBEDATUM      | 1. Jahrhundert oder 2. Jahrhundert         |